# 久野村 (栃木県)
久野村（くのむら）は栃木県の南西部、足利郡に属していた村である。

## 地理
- 河川 - 渡良瀬川、矢場川

## 歴史
- 1874年（明治7年） - 久保田村と加子村が合併して梁田郡久保田村が成立する。野田村と茂木村が合併して梁田郡野田村が成立する。荒萩村と日向村が合併して梁田郡瑞穂野村が成立する。
- 1889年（明治22年）4月1日 - 町村制施行により、久保田村、野田村、瑞穂野村が合併して梁田郡久野村が成立する。
- 1896年（明治29年）4月1日 - 足利郡と梁田郡の統合により、足利郡に所属する。
- 1955年（昭和30年）3月31日 - （旧）御厨町、梁田村、筑波村と合併して御厨町となり消滅。
- 1962年（昭和37年）10月1日 - 御厨町が坂西町とともに足利市へ編入される。